# Битва под Мартиничами (1796)
Битва под Мартиничами — битва между черногорцами и Османской империей недалеко от деревни Мартиничи в Черногории, к северу от города Спуж.

## Ход сражения
После объединения Черногории с Брдима, Скадарский визирь Махмуд Паша Бушатлия предпринял военный поход. Два черногорских отряда под командованием епископа Петра I и губернатора Йована Радонича, общим числом 3000 человек давали отпор туркам.
Турецкие силы, около 18 000 человек (по дьякону Алексию), подходя к Спужу, боролись девять дней с черногорцами, без прогресса в Мартиничах. Наконец, 11 июля было совершено нападение на позиции в Мартиничах. Черногорцы отбили атаки и нанесли значительный ущерб туркам.
Благодаря этой победе Пипери и Белопавловичи вступили в состав Черногории.